# Улашківське лісництво
Улашківське лісництво" — територіально-виробнича одиниця ДП «Чортківське лісове господарство» Тернопільського обласного управління лісового та мисливського господарства, підприємство з вирощування лісу, декоративного садивного матеріалу.

## Керівники
- Роман Попіль — головний лісничий[1]
- Олег Шевчук — лісничий[2].

## Об'єкти природно-заповідного фонду
На території лісництва знаходиться ? об'єктів природно-заповідного фонду: